# Darsena (stacja metra)
Principe – stacja metra w Genui, położona na jedynej linii sieci. 
Zlokalizowana jest pod Via Gramsci.
Stacja została otwarta 7 sierpnia 1992, kiedy to uruchomiono przedłużenie linii od stacji Dinegro do San Giorgio.